# Mexitlia grandis
Mexitlia grandis là một loài nhện trong họ Dictynidae.
Loài này thuộc chi Mexitlia. Mexitlia grandis được Octavius Pickard-Cambridge miêu tả năm 1896.